# Велике переселення народів

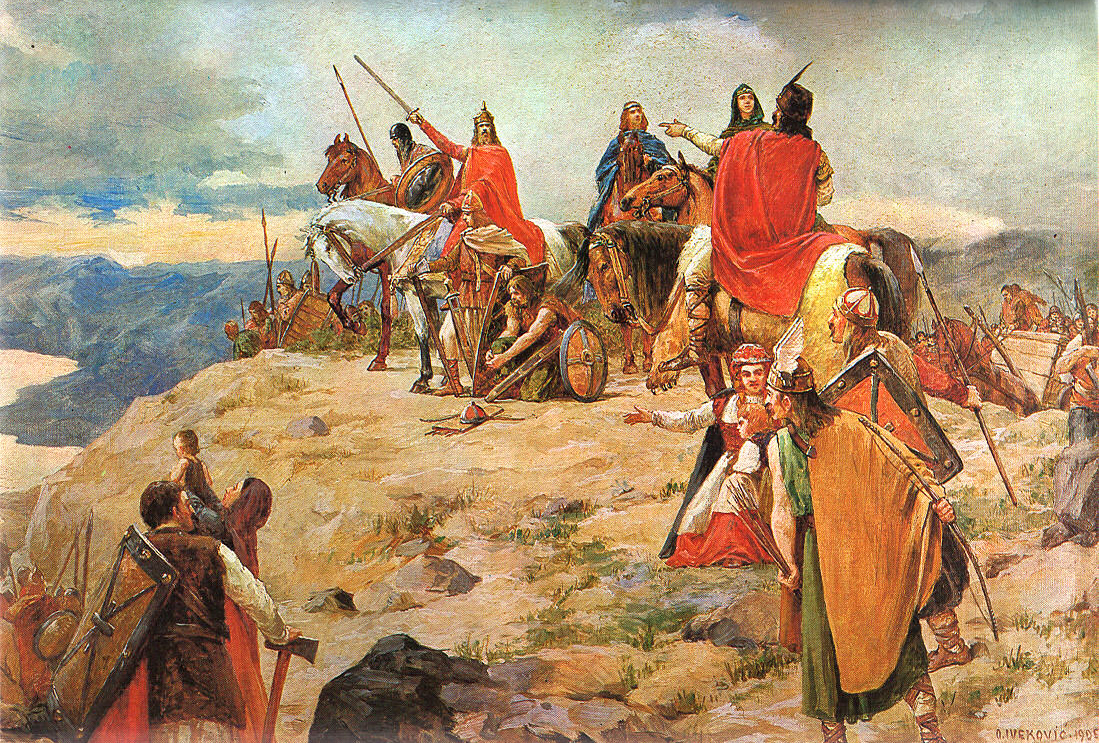
Переселення хорватів на Балкани, 620 рік

Велике переселення народів — умовна назва в сучасній історіографії руху племен і народів Європи у III столітті в різних напрямках, що розпочався з вторгнення племен гунів у північну частину Римської імперії (Imperium Romanum) в 375 році.

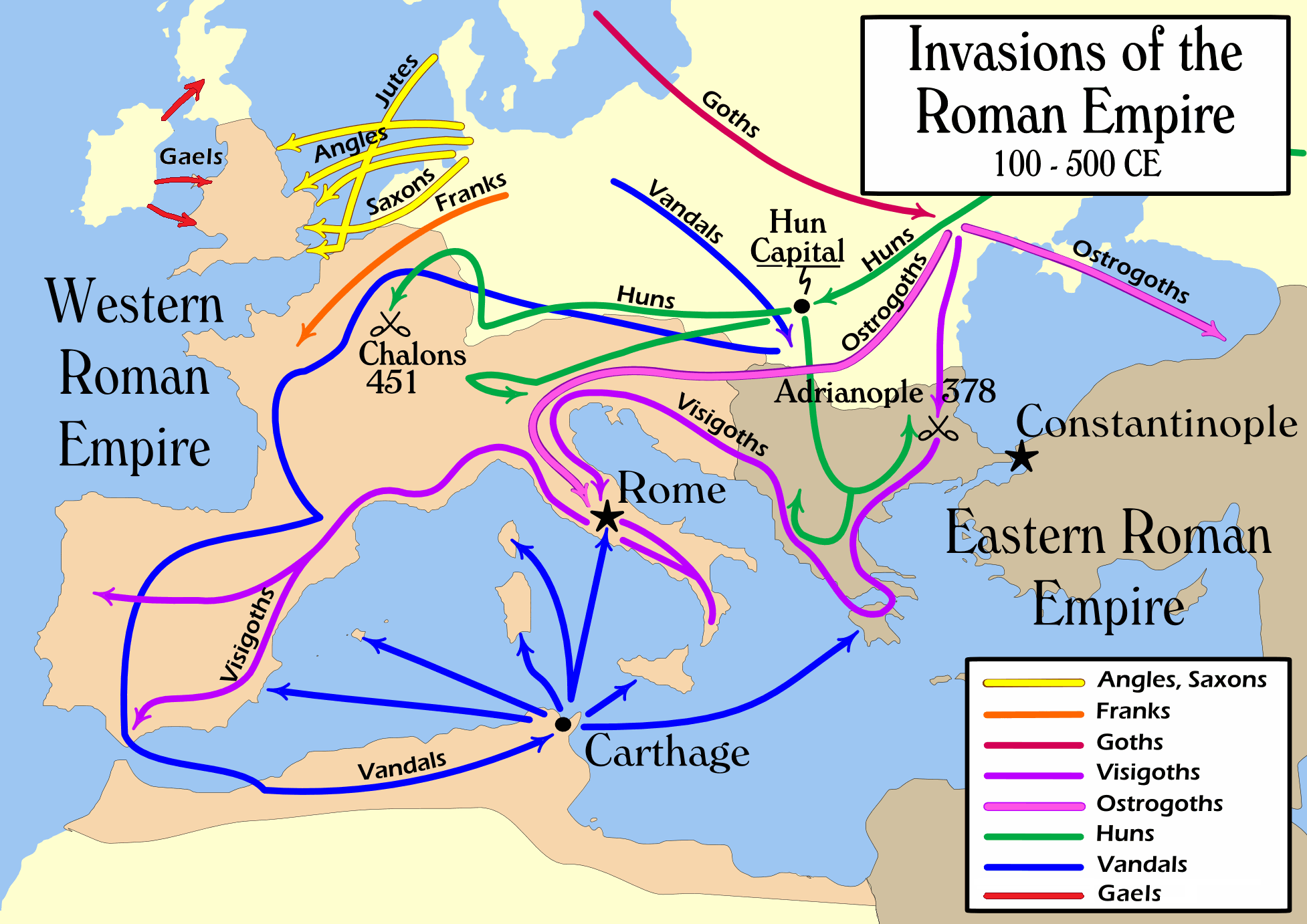
Міграція народів в I—V століттях.

Переселення народів на захід та південь Європи під натиском Гунського союзу розпочалось із руху готів з території сучасної Правобережної України, до якого долучилися інші германські та слов'янські племена (лангобарди, бургунди, вандали, венди, склавини), і кочовики (гуни, алани, протоугри). Безпосереднім наслідком цього процесу вважається падіння Західної Римської імперії.
У широкому сенсі Велике переселення народів розпочалось з кінця 3-го тисячоліття до н. е., про що свідчать давні китайські та єгипетські джерела, — із причорноморських степів першими на південь рушили предки народів, які згодом стали відомі як хети, проте себе вони називали інакше — неши, канеши та луви, а на схід у Казахстанські степи рушили предки нинішніх іранців та індусів. Місця їхнього розселення там називають нині Андронівська культура. Пізніше на захід Європи вирушили італіки та кельти, за ними германці. 
Наслідком Великого переселення племен у 1-му тисячолітті н.е. стало виникнення у Європі конфігурації народів та мов, яка в цілому зберігається і понині.

## Передісторія Великого переселення народів
Перші зафіксовані рухи племен на території Європи розпочалися між 230–200 роками до н. е. з приходом бастарнів і скірів (до Чорного моря), згодом у 113 році до н. е. з півночі (Ютландії) в Римську імперію почали вторгнення кімври, тевтони і амброни. У 58 до н. е. Цезар дає відсіч свевам, що вторглися до Галлії під командуванням Аріовіста. Успіхи римлян під проводом Августа зводяться нанівець внаслідок поразки Квінтілія Вара від херусків (9 рік нашої ери), проте кордони вздовж Рейну — Дунаю римляни втримують, пізніше навіть здобувають і забезпечують лімесами райони між Дунаєм і верхнім Рейном (Декуматські поля, 74 рік). Після перших боїв римлян з маркоманами (166–180 роки) починається вторгнення до Римської імперії хаттів (171 рік), алеманів (з 213 року), готів (236 рік) і франків (257 рік). Після відмови від верхньорейнсько-реційського лімесу у 260 році починається вторгнення алеманів на кордоні вздовж Рейну, після залишення римлянами провінції Дакія у 270 році починаються напади готів на дунайському кордоні.

## Причини і привід
Серед основних причин переселення племен IV–VI столітті дослідники називають: зміну клімату, збільшення населення і нестачу земель. Проте складно уявити кліматичні ситуацію, за якою у приазовських та кубанських степах перестане рости трава, і що змусить кочівників-скотарів іти війною на високорозвинену державу готів. Скоріше мова може іти про економічні чинники.
У IV столітті до н. е. Александр Македонський «відкрив» Європі країни Близького Сходу, Центральної Азії та Індії. Це привело до значного розвитку міжнародної торгівлі. Основний шлях суходолом ішов із Антіохії, через Таврські гори і Центральну Анатолію у напрямку протоки Босфор. Тут, у місті перевозу, утворилося величне місто, одна із перших світових столиць-Константинополь. 2 тисячі років історії, воєн, осад і захоплень, міграцій народів і зміна релігій, не змогли нанести жодної шкоди цьому місцю. І сьогодні ми знаємо його як Стамбул, гігантський мегалополіс по обидва береги протоки.
Альтернативний шлях був довший, ішов малозаселеною територією, проте оминав високогірні перевали. Він починався на території Атропатени (сучасний Азербайджан) і йшов по березі Каспійського моря, через Дербент, або через Дар'яльську ущелину на Кавказі і далі на захід на Балкани вздовж Меотидського озера (Азовське море) та Чорного моря, відгалуджуючись у кримські поліси Херсонес, Феодосія, Каркенітиду. Порядок та безпеку на цьому шляху протягом століть підтримували сармати. У II столітті н. е. германський народ готів, підкоривши слов'ян антів утворив свою державу Ойум на території сучасної Правобережної України, від полісся до моря, взявши торгові шляхи під контроль і відтіснивши сарматів та їхніх нащадків аланів на схід. Готи мали сталі стосунки із Константинопольськими базилевсами і могли на двох монополізувати транзит та логістику.
У перших століттях нашої ери Східна Римська Імперія вела майже безперервні війни з Парфянським царством та її наступницею Імперією Сасанідів.￼
Тож східні царства могли бути реальним замовником, організатором та рушійною силою для кочових племен гунів, аланів, протоугрів і долучившихся до них слов'ян-антів у спробі обійти Римлян по північному причорномор'ю. 
У 375 році н. е. Гунський союз врешті переміг готів і змусив їх рушити на Балкани і далі на захід, переслідуючи на плечах. Це стало початковим моментом події Великого переселення народів.
Початком Великого переселення народів вважається наступ федератів (союзників) на своїх кордонах, вони одержують щорічне утримання (annonae foederatae) і беруть на себе захист кордонів. У V столітті виникають германські народні поселення на римському терені. Східні германці стають рушіями переселення народів, що за часом обмежене періодом з 375 року (вторгнення гунів до остготів) до 568 року (захоплення земель лангобардами в Італії).
Велике переселення народів почалось поступовим пересуванням готів (що належали до східних германських племен) з Балтії в Північне Причорномор'я. Готські племена осіли в пониззі Дніпра (остготи) та між Дністром і Дунаєм (вестготи). У 375 році гуни, розбивши племінний союз готів на чолі з Германаріхом, покорили більшу частину остготів та інші племена.
Восени 376 року, під тиском гунів, вестготи, перейшовши Дунай, оселились, з дозволу Риму, на території римської провінції Мезії (територія між Нижнім Дунаєм і Балканами). У 377 році, внаслідок постійних утисків римських чиновників, вестготи підняли повстання, до якого приєднались раби і колони. У серпні 378 року повстанці розгромили римську армію під Андріанополем.
Лише в 382 році імператору Феодосію вдалося придушити повстання і переселити готів до Мезії і Фракії. За Аларіха, який стає королем вестготів, вони починають шукати нових місць проживання. Після розбійного походу Балканським півостровом і Пелопоннесом Аларіха призначають воєводою Іллірики (Magister militum per Illyricum). Близько 400 року бургунди пересуваються в райони річок Рейну — Майну і засновують державу на середньому Рейні (столицею, за легендою, був Вормс) за правління Ґундагара (Гунтер).
У 401–403 роках вестготи на чолі з Аларіхом І розпочали похід в Італію. Спочатку його відкинув Стиліхон поблизу Полленції (402 рік) і Верони (403 рік). 406 року вандали, квади, свеви і алани перетинають рейнський кордон, звільнений Стіліхоном від римських легіонів.
По смерті Стіліхона (408 рік) відбувається облога готами Риму, після сплати величезної контрибуції готи відступають. 409 року вандали, пройшовши через Галлію, досягають Іспанії, де їх поселяють як федератів. Після марної облоги імператором Гонорієм Равенни, вестготи 24 серпня 410 року здобули і розорили Рим. У цьому ж році перед переправою до Африки Аларіх помирає в Козенці.
Спадкоємцем і швагером Аларіха був у 410–415 роках Атаульф, який пізніше одружується з полонянкою Галлою Плацідією, сестрою Гонорія. Під керівництвом Атаульфа вестготи захопили значну частину Галії, а пізніше — Іспанії. 419 року король вестготів Валлія заснував на цих землях Тулузьке королівство (419–507).
429 року вандали переправляються під приводом Гейзеріха до Африки. 436 року Бургундську державу знищує гунське допоміжне військо, закликане римським воєначальником Аецієм. 439 року вандали утворюють у Африці свою державу. 443 року бургунди розселяються на річках Сона і Рона, де вони утворюють свою державу. До середини V століття германські племена (вандали, алемани, бургунди, франки, англи, сакси) заселили територію Західної Римської імперії та створили в кінці VI–VII століття свої королівства.
Гуни, які утворили величезну державу на чолі з Аттілою, намагалися захопити Галлію та Італію. Проте після поразки на Каталаунських полях (451) та смерті Аттіли їхня держава розпалась. Існує легенда про те, як імператор послав римську красуню до Аттіли. Аттіла закохався в неї і вони вирішили одружитися. Та римська красуня сказала, що спочатку він повинен випити келих вина. Потайки красуня підсипала туди сильну отруту. Випивши келих, Аттіла помер.
У 455 році Рим зайняли і зруйнували вандали. У 476 році вождь племені скирів, Одоакр, скинув останнього імператора Ромула Августа — і Римська імперія перестала існувати. У VI–VII столітті почався завершальний етап великого переселення народів. У цей період племена антів, гепідів, болгар, хорватів, сербів, аварів та ін. вступили на територію Східної Римської імперії (Візантії).
З 527 року анти, склавіни разом з гунами здійснювали часті походи на Константинополь. У 577 році слов'яни зайняли землі на території Фракії і Македонії, а на початку VII століття Далмацію та Істрію. З кінцем VII століття слов'яни займали майже весь Балканський півострів і деякі області Малої Азії. Велике переселення народів стало однією з причин падіння Західної Римської імперії.

## Наслідки
Західна Римська імперія перестає існувати. На її місці виникають держави германців королівство остроготів та пізніше королівство лангобардів в Італії, королівство вестготів на Іберійському півострові, вандали та венди проходять з берегів Балтики, через нинішні Німеччину, Францію, Іспанію, країни Магрібу, беруть Сицілію, південну Італію та Рим і створюють королівство зі столицею у Карфагені, франки з прирейнських берегів заселяють північ нинішньої Франції, бургунди займають рівнинну нинішньої Швейцарії і прилеглу частину Франції, слов'яни заселяють територію нинішньої східної Німеччини до Ельби, Чехії та Балканського півострова. Придунайську низовину та Трансильванію заселяють кочовики обри(авари), а в Добруджі з'являються предки болгар — кутригури. Східна Римська Імперія розпочинає відвоювання і славетний полководець Велізарій розбиває по черзі і підкорює Балкани, королівство остготів та королівство вандалів. Залишається єдина Римська (Ромейська) Імперія із столицею у Константинополі. Равенна стає західною столицею ортодоксального екзархату. Язичницькі народи навертаються до християнства. Відновлюються морські торгові шляхи по всьому Середземному морю.